# Juan Cruz de los Santos
Juan Cruz de los Santos da Luz, plus simplement connu sous le nom de Juan Cruz de los Santos, né le 22 février 2003 à Montevideo, est un footballeur uruguayen qui joue au poste d'attaquant au Nacional de Montevideo.

## Biographie

### Carrière en club
Né à Montevideo en Uruguay, Juan Cruz de los Santos est formé par le River Plate Montevideo, où il commence sa carrière professionnelle. Il joue son premier match avec l'équipe première du club le 5 mars 2022, lors d'un match nul 1-1 contre Cerro Largo.
Il s'impose rapidement dans l'effectif professionnel, marquant même ses premiers buts en championnat lors de cette saison 2022.

### Carrière en sélection
En juin 2022, Juan Cruz de los Santos est convoqué pour la première fois avec l'équipe d'Uruguay des moins de 20 ans, prenant part au match amical contre l'Équateur, premier sous l'égide du sélectionneur Marcelo Broli.
En décembre 2022, il est à nouveau sélectionné avec les moins de 20 ans pour deux matchs amicaux contre le Pérou.
Le 3 janvier 2023, il est appelé par Broli pour le Championnat d'Amérique du Sud des moins de 20 ans qui commence à la fin du mois,.
L'Uruguay termine deuxième du championnat, ne cédant sa première place au Brésil que lors de la dernière journée, à la faveur d'une défaite contre ces derniers,,.

## Palmarès
Uruguay -20 ans
- Championnat d'Amérique du Sud
  - Vice-champion en 2023